# 1321 Majuba
1321 Majuba eller 1934 JH är en asteroid i huvudbältet som upptäcktes 7 maj 1934 av den sydafrikanske astronomen Cyril V. Jackson i Johannesburg. Det har fått sitt namn efter berget Amajuba i Sydafrika.
Asteroiden har en diameter på ungefär 37 kilometer.